# Kostanjek
Kostanjek is een plaats in Slovenië in het noorden van Zdole en maakt deel uit van de Sloveense gemeente Krško in de NUTS-3-regio Spodnjeposavska. De lokale barokkerk uit de 18e eeuw is gewijd jaan Sint-Vitus. De plaats telde 134 inwoners op 1 januari 2020.